# Enallagma pollutum
Enallagma pollutum là một loài chuồn chuồn kim trong họ Coenagrionidae.
Enallagma pollutum is in 1861 voor het eerst wetenschappelijk beschreven door Hagen.